# St. Hedwig (Bolków)

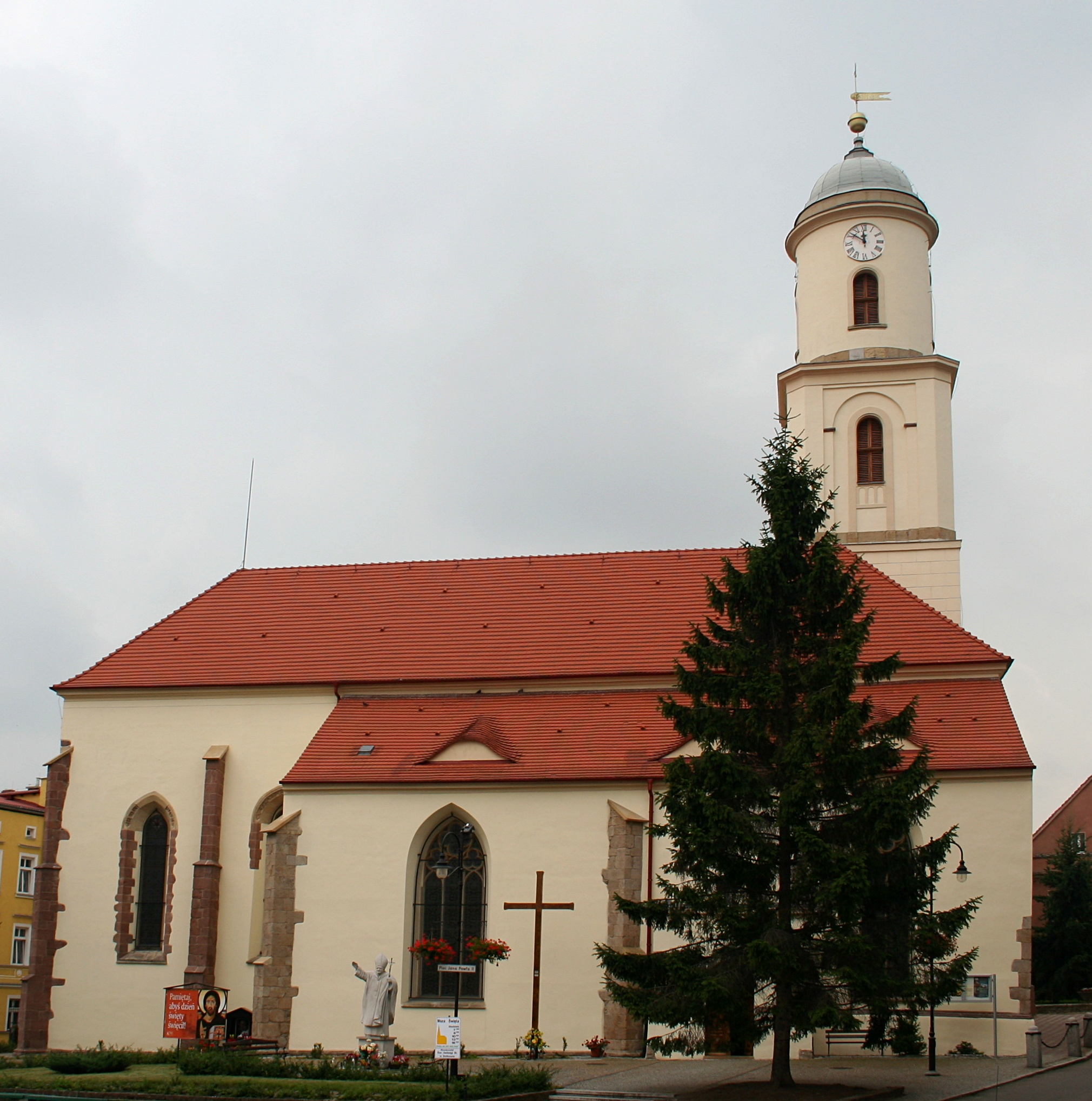
St. Hedwig in Bolków

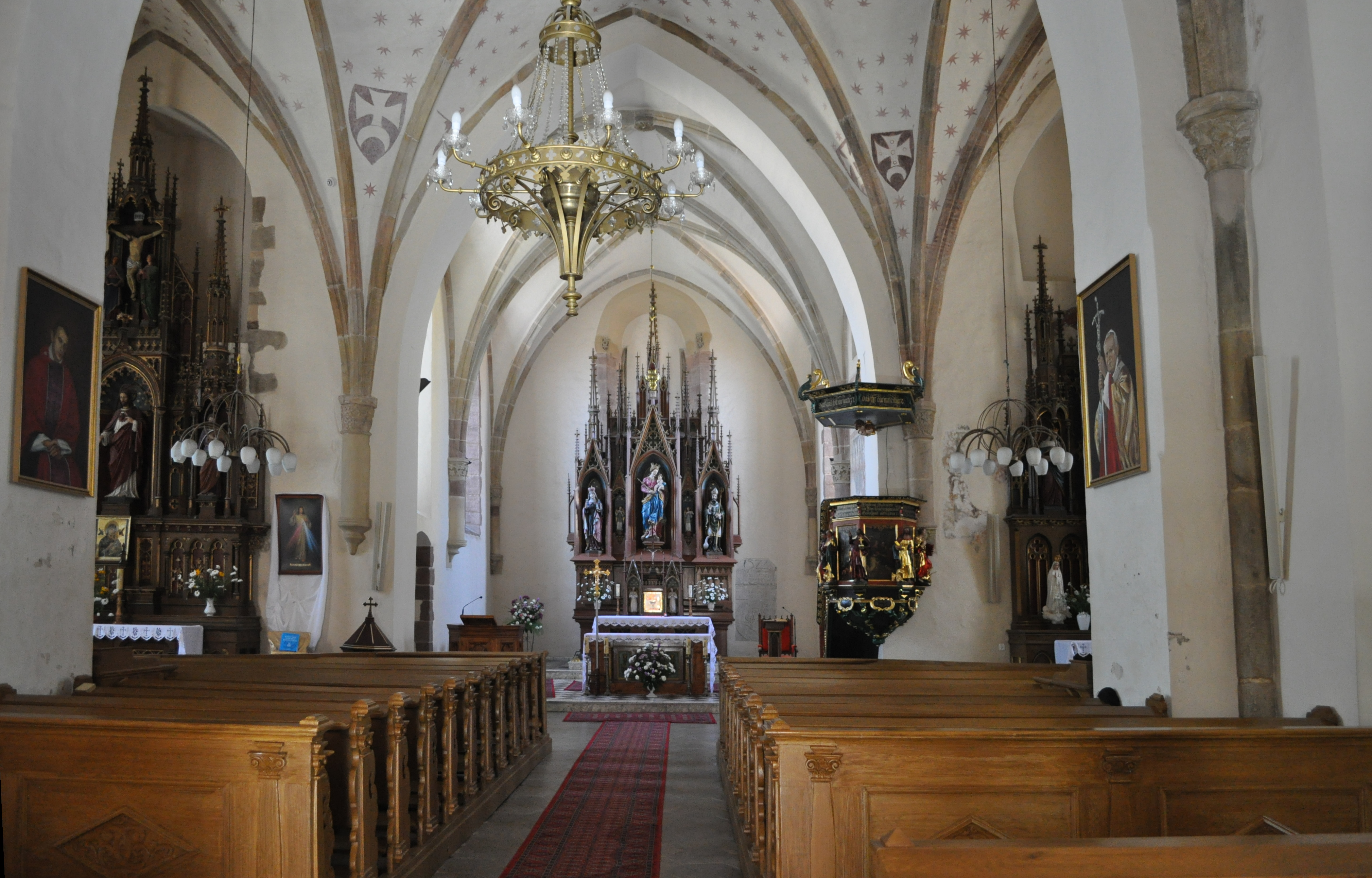
Innenansicht

St. Hedwig (polnisch Kościół św. Jadwigi) ist die römisch-katholische Pfarrkirche von Bolków (deutsch Bolkenhain) im Powiat Jaworski der Woiwodschaft Niederschlesien in Polen.

## Geschichte
Die Kirche ist 1298 als Heiligkreuzkirche ersterwähnt. Im dritten Viertel des 14. Jahrhunderts wurden dem Bau Seitenschiffe und Kapellen angefügt, wahrscheinlich aufgrund der wachsenden Einwohnerzahl. Dabei wurde auch ein Durchgang zwischen dem Querschiff und dem Erdgeschoss des Turms geschaffen, so dass der westliche Teil der Kirche die Form einer dreischiffigen Halle erhielt.
Der Kirchturm wurde während des Hussiteneinfalls von 1428 und der Eroberung der Stadt 1444 beschädigt. In der Reformationszeit wurde die Kirche lutherisch, aber während des Dreißigjährigen Krieges rekatholisiert und 1654 endgültig der römisch-katholischen Kirche übergeben. 1646 zerstörten schwedische Truppen die beiden oberen Stockwerke des Turms durch Beschuss. Eine erste Restaurierung fand 1816 statt, gefolgt von weiteren Renovierungsarbeiten 1846. Dabei wurden die gotischen Giebel entfernt und das heutige Walmdach aufgesetzt, auch einige der frühgotischen kleinen Fenster wurden entfernt.

## Architektur
Ungewöhnlich für eine städtische Pfarrkirche steht der Bau auf einem kreuzförmigen Grundriss. Die Außenfassaden der Kirche sind von Strebepfeilern und einem profilierten Sockel eingerahmt. Dazwischen befinden sich hohe und schmale Spitzbogenfenster. Etwas breitere Fenster befinden sich in der Ostwand des Chors und in den Giebeln des Querschiffs. Die Fenster im Altarraum zeichnen sich in den Archivolten durch Relieffriese mit floralen und geometrischen Motiven aus. Die Westwand des Kirchenschiffs weist dagegen ein gestuftes Ochsenauge mit einer Maskenrosette auf. Der Eingang zur Kirche führt von Westen her durch ein spitzbogiges, reich profiliertes Portal, das von einem rechteckigen Gesims eingerahmt wird. Zwischen Sakristei und Altarraum befindet sich ein einfaches Spitzbogenportal.
Alle Gebäudeteile sind mit Kreuzgewölben versehen. Im nördlichen Kirchenschiff zeigen Schlusssteine das Wappen der Herzöge von Jauer-Schweidnitz. Die Schlusssteine der Gewölberippen im Querschiff tragen figürlichen Skulpturen. Sie stellen eine Frauenbüste mit Mitra, einen bärtigen Mann und vier Männerköpfe dar, vermutlich die Herzogin Hedwig, ihr Ehemann Heinrich den Bärtigen und ihre vier Enkel Boleslaus II., Konrad I. von Glogau, Heinrich III. und Wladislaw von Schlesien.
Bemerkenswert ist die reiche Ausstattung mit hochwertiger Bauskulptur. Daher handelte es sich bei der Bolkenhainer Kirche wohl nicht nur um eine normale Stadtpfarrkirche, sondern sie diente auch als herrschaftliche Kirche für die über dem Ort thronende große Bolkoburg. In Schlesien vergleichbar ist lediglich die Kirche in Kalkau.